# Philippe Giusiano
Philippe Giusiano (ur. 8 stycznia 1973 w Marsylii) – francuski pianista, laureat II nagrody na XIII Międzynarodowym Konkursie Pianistycznym im. Fryderyka Chopina w Warszawie (1995).

## Życiorys
Grać zaczął w wieku 5 lat. Studiował w Conservatoire National de Région de Marseille (1980–1986), Konserwatorium Paryskim (1987–1991), salzburskim Mozarteum (1992–1994) i w Konserwatorium Amsterdamskim (1994–1995). Brał udział w kursach mistrzowskich, m.in. u Jana Ekiera.
W trakcie swojej kariery osiągnął sukcesy na kilku konkursach pianistycznych:
- Konkurs Pianistyczny im. Ferenca Liszta w Pennes-Mirabeau (1986) – I nagroda
- Konkurs Pianistyczny im. Dariusa Milhauda (1987) – I nagroda
- Konkurs Orchestre National des Pays de la Loire (1990) – tytuł laureata
- XII Międzynarodowy Konkurs Pianistyczny im. Fryderyka Chopina (1990) – nie dotarł do finału
- XIII Międzynarodowy Konkurs Pianistyczny im. Fryderyka Chopina (1995) – II nagroda (ex aequo z Aleksiejem Sułtanowem) – pierwszego miejsca jury nie przyznało.

Występował m.in. w Austrii, Danii, Japonii, Kanadzie, Maroku, Portugalii, Rumunii, USA, na Litwie i we Włoszech. Powracał z koncertami do Polski (m.in. występował na Międzynarodowym Festiwalu Chopinowskim w Dusznikach-Zdroju i festiwalu Chopin i jego Europa).
W jego repertuarze znajdują się utwory m.in. Chopina, Beethovena, Rachmaninowa, Mozarta, Schumanna, Ravela, Prokofjewa i Debussy'ego.
Nagrał płyty dla różnych wytwórni fonograficznych.
W 2021 brał udział w pracach jury XVIII Międzynarodowego Konkursu Pianistycznego im. Fryderyka Chopina w Warszawie.